# Friedrich Gogarten
Friedrich Gogarten (Dortmund, 13 de janeiro de 1887 - Göttingen, 16 de outubro de 1967) foi um teólogo alemão ligado ao movimento conhecido como teologia dialética.
Pastor luterano numa paróquia em Stenzeldorf, Gogarten passou a ser livre-docente na Universidade de Jena a partir de 1925. Já em 1935, transferiu-se para a Universidade de Göttingen, onde permaneceu até se aposentar.
Para efeitos de análise, pode-se classificar a sua produção acadêmica em três fases: o primeiro Gogarten (1914-1932), com textos ligados à fase dialética; o segundo Gogarten (1932-1937), com uma abordagem "decisionista", e uma ligação ativa com os chamados Cristãos Alemães; e o terceiro Gogarten (1948-1967), que desenvolve a temática da secularização. O período de silêncio entre as fases (1937-1948) deveu-se a uma enfermidade, "mas também a uma profunda crise existencial decorrente de sua adesão, se bem que passageira, ao nacional-socialismo".